# نبيهة العيسي
نبيهة العيسي كاتبة تونسية من مواليد 25 يوليو 1972 بمدينة نابل التونسية، متحصلة على الأستاذية من كلية الآداب بسوسة أستاذة أولى فوق الرتبة في اللغة العربية، عضوة بالصالون الأدبي «الهادي النعمان» بالمنستير، عضوة في اتحاد الكتاب التونسيين، عضوة مؤسسة في جمعية البديل الثقافي، عضوة في جمعية المبدعات العربيات.

## من مؤلفاتها
- صدر لها مجموعة قصصية أولى في 2012 بعنوان لو يتكلم الصمت عن دار البراق.
- مجموعة قصصية ثانية في 2015 بعنوان «إيقاع الحياة» عن دار رسلان.
- رواية «مرايا الغياب» الصادرة عن دار زينب حصلت على جائزة الكومار الذهبي 2016 للرواية التونسية.
- نشرت بعض الدراسات النقدية في مجلة «الحياة الثقافية» ومجلة «المسار».
- شاركت في إعداد وتقديم بعض البرامج الثقافية بإذاعة المنستير.

## الجوائز
- حصلت على جائزة الكومار الذهبي 2016 للرواية التونسية.[4]